# Rakowyczi
Rakowyczi (ukr. Раковичі) – wieś na Ukrainie, w obwodzie żytomierskim, w rejonie żytomierskim, w hromadzie Radomyśl. W 2001 liczyła 222 mieszkańców, spośród których 216 wskazało jako ojczysty język ukraiński, a 6 rosyjski.